# Islam in Tatarstan

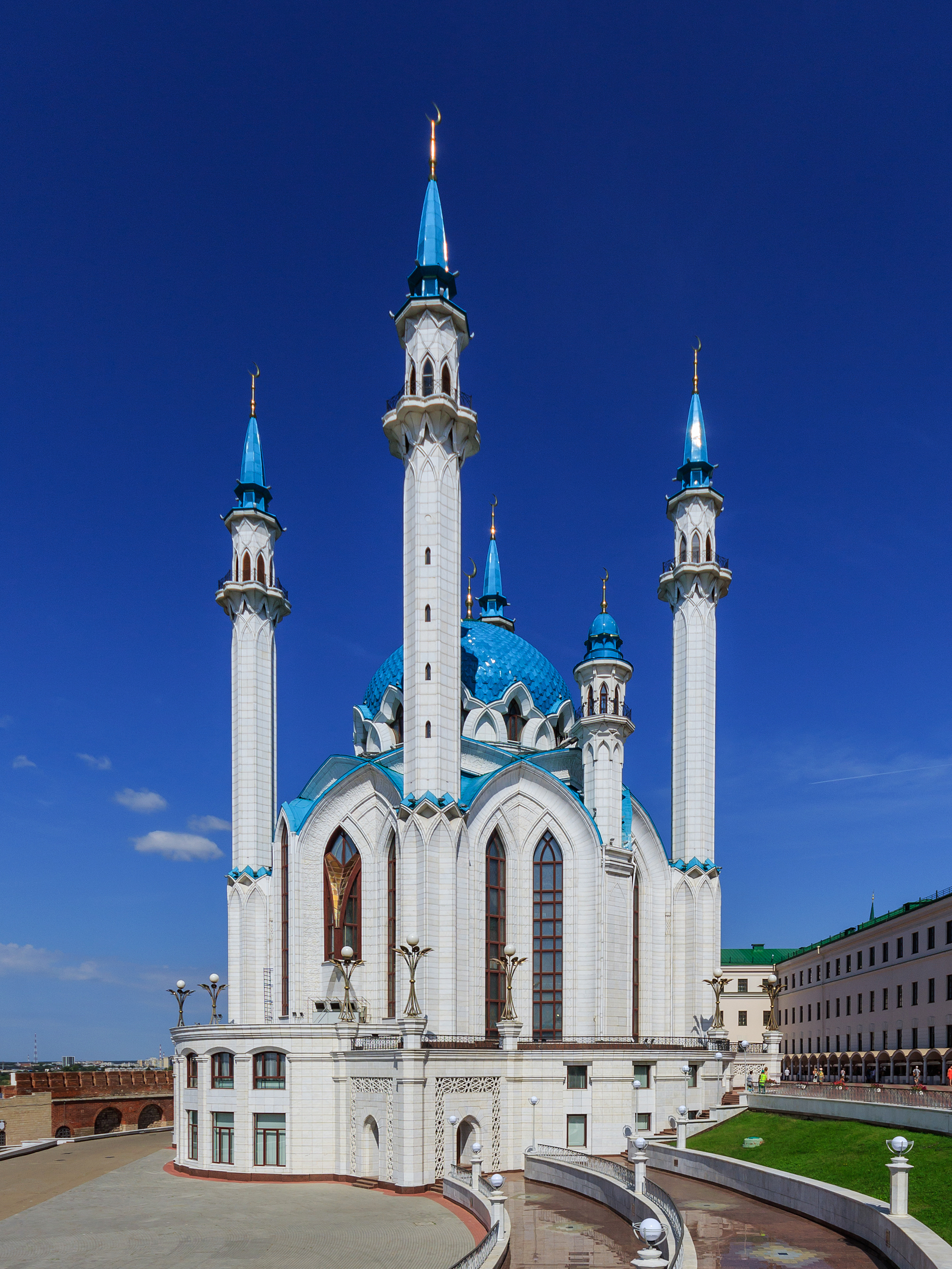
Een moskee in Kazan de hoofdstad van Tatarstan.

De islam in Tatarstan bestond al vóór de tiende eeuw, maar begon een grote groei in 922, toen de Bulgaarse heerser Almış zich bekeerde tot de islam. Dit werd gevolgd door een toename van missionaire activiteit in Wolga-Bulgarije. De islam bleef de dominante religie tijdens de Mongoolse invasie en het daaropvolgende Kanaat Kazan.
Tegenwoordig is de islam een belangrijk geloof in de Russische autonome deelrepubliek Tatarstan, aangehangen door 53 procent van de geschatte 3,8 miljoen inwoners, wat het de grootste religie maakt.